# Giovanni Marcello
Giovanni Marcello (* 1898 in Mogliano Veneto; † 1963 in Venedig) war ein italienischer Politiker und vom 5. September 1938 bis zum 9. Januar 1941 Podestà Venedigs, also nicht gewählter Sindaco, sondern von den Faschisten ernannter Bürgermeister der Stadt.

## Leben

### Familie, politischer Aufstieg
Giovanni Marcello entstammte dem Zweig von San Polo zweier adliger Familien, nämlich der Marcello-Grimani. Sein Vater war Conte Girolamo. Giovanni heiratete 1924(?) Bianca Roi, Nichte des Dichters Antonio Fogazzaro. Den Frauenverband der Faschisten, den Fascio femminile, führte Vendramina Marcello ebenso, wie die ONMI, die Opera Nazionale per la Maternità e l'Infanzia, die die Erziehung der Familie und der Kinder im Sinne des Faschismus leitete.
Giovanni Marcello verdankte seinen Aufstieg zum Podestà von Venedig neben seinem familiären Beziehungsgeflecht einer heftigen Auseinandersetzung innerhalb der faschistischen Partei der Stadt. Sein Vorgänger Mario Alverà war durch einen nicht länger ausgeglichenen Haushalt, wie er ihn noch 1936 hatte vorlegen können, unter Druck geraten. Ein wichtiges Instrument, um Einfluss auszuüben, war die Liste der Armen, die Unterstützung erhielten. Diese brachten die Faschisten unter ihre Kontrolle. 1934 waren auf der Liste erst 32.000 Venezianer gewesen, während sich 1937 bereits 43.000 auf der Liste befanden. Mit ihr konnten die Faschisten gezielt als Wohltäter auftreten.
Im Februar 1938 wurde Alessandro Brass zum Vize-Podestà ernannt, der seit 1928 Präsident der Ente sportivo fascista war. Er betonte die angebliche Verbürgerlichung des Faschismus, womit der Angriff auf den Podestà begann. Giuseppe Volpi, der immer noch die Stadt dominierte, erwarb bis März 1939 die wichtigste Tageszeitung, Il Gazzettino, endgültig. Am 14. August 1938 erschien der erste Angriff, ein vermeintlicher Brief aus Venedig, gegen den Podestà im Regime Fascista, der Zeitung Roberto Farinaccis, des Parteisekretärs. Nun forderte der Vizepodestà den Präfekten dazu auf, das Ansehen des Podestats zu schützen, was einer kaum verhohlenen Forderung nach Absetzung Alveràs gleichkam. Die faschistische Partei, seit Oktober 1937 von Lodovico Foscari geführt, hatte bereits entschieden, Alverà durch Giovanni Marcello zu ersetzen.
Marcello war bereits als bedeutendster Widersacher des Podestàs aufgetreten. Noch im August 1938 hielt sich Joseph Goebbels bei der Eröffnung der Biennale in Venedig auf.

### Podestà
Tatsächlich wurde Giovanni Marcello am 5. September 1938 zum Podestà ernannt. Wenige Monate nach seiner Ernennung, am 17. November, wurden die italienischen Rassengesetze (leggi razziali) verabschiedet. Im Februar 1939 folgten Verbote, Sprachkurse an den Mittelschulen durchzuführen, im Juni folgte die Separation vom Rest der Bevölkerung, das Verbot öffentlicher Feste außerhalb von Privathäusern und Hotels im Januar 1940. Darüber hinaus wurden Ehen zwischen Juden und „Ariern“ untersagt.
Am 10. Juni 1940 erklärte Italien Frankreich und Großbritannien den Krieg. Marcello blieb noch bis zum 9. Januar 1941 im Amt, als er zurücktrat, wie der Gazzettino am 30. Januar behauptete, „per andare a raggiungere il proprio Reggimento“. Ihm folgte der Schiffsbauingenieur Giobatta Dall'Armi im Amt.
Insgesamt ist die Quellenlage mit Blick auf die Entwicklungen der örtlichen Parteigruppierungen und des inneren Machtzirkels deshalb so schlecht, weil eine Reihe von Beständen des Staatsarchivs Venedig verschollen ist, etwa die Korrespondenzen der venezianischen Präfektur.